# Irmédi-Molnár László
Irmédi-Molnár László (Temerin, 1895. október 17. – Budapest, 1971. augusztus 22.) magyar térképész. Az ELTE Természettudományi Kar (ELTE TTK) tanszékvezető professzora, ezredes, a Magyar Földrajzi Társaság tiszteleti tagja, a Geodéziai és Kartográfiai Egyesület tiszteletbeli elnökségi tagja, újságíró. A földrajztudományok kandidátusa (1969).

## Életpályája
Szülei: Molnár Béla László András (1860–1924) és Tost Vilma (1868–1911) voltak. Elemi iskoláit szülővárosában végezte el. 1915-ben Budapesten érettségizett. Az első világháborúban katonaként szolgált; hadifogoly volt Szibériában (1915–1916). Az 1910-es években Klipp Alajossal és Illés Istvánnal geodéziai tanfolyamon vett részt. 1921–1922 között a Magyar királyi Egyetem Közgazdaságtudományi Karán tanult; itt Szinnyei József, Riedl Frigyes, Domanovszky Sándor és Cholnoky Jenő oktatta. 1922–1923 között a Pázmány Péter Tudományegyetem Bölcsészettudományi Karán tanult tovább, ahol Ballagi Aladár, Hóman Bálint, Angyal Dávid, Haltenberger Mihály, Papp Károly és Lóczy Lajos tanította. 1923–1927 között a Magyar Földrajzi Intézet műszaki tisztviselője volt. 1927–1930 között a szegedi egyetemen tanársegéd volt. 1931–1945 között a budapesti Honvéd Térképészeti Intézet térképésze és műszaki főtisztviselője volt. 1933–1941 között, valamint 1948–1950 között szerkesztette a Térképészeti Közlönyt. 1938–1945 között a Magyar Földrajzi Társaság helynév bizottságának tagja volt. 1939–1940 között a kiállítást rendezett az Állami Térképészeti Intézet 20. évfordulójára. 1942-ben őrnaggyá nevezték ki. 1943-ban részt vett az új oktatótáblák megszerkesztésében és terjesztésében. 1943-ban már alezredesként szolgált. 1945-ben frontszolgálatot teljesített; ismét fogságba esett; Jászberénybe került, de még abban az évben szabadult. 1946-ban a Szent István Akadémia tagja lett. 1946–1951 között az Állami Térképészeti Intézet Tudományos Osztályának munkatársa volt. 1947-ben ezredessé léptették elő. 1947–1949 között bekapcsolódott a Pázmány Péter Tudományegyetem térképészet oktatásába. 1950–1951 között Sopronban volt meghívott előadó. 1951–1953 között a budapesti műszaki egyetem hadmérnök karán volt egyetemi tanár, 1952-től docens. 1952-ben megvált a Néphadseregtől, s katonaként nyugdíjba vonult. 1953–1966 között az ELTE TTK vezetője volt. 1967-ben nyugdíjba vonult.
Munkássága főleg a térképészet-történeti kutatásokkal kapcsolatos. Tóth Ágoston Rafael, Lázár deák és Mikoviny Sámuel térképészek munkásságát derítette fel.
Sírja a Farkasréti temetőben található (11/1-1-314).

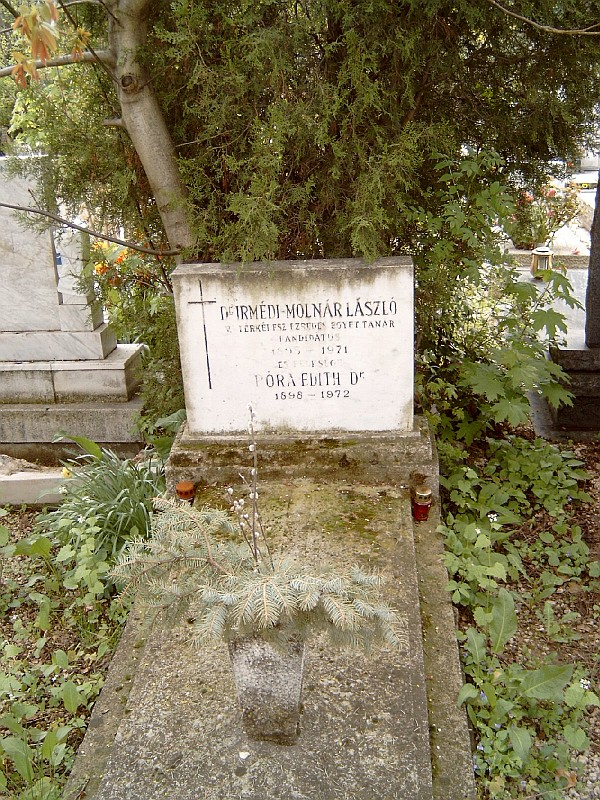
Irmédi-Molnár László térképész, egyetemi tanár sírja Budapesten. Farkasréti temető 11/1-1-314.

## Magánélete
1924-ben házasságot kötött dr. Póra Edittel (1898–1972). 

## Művei
- A posta a hadsereg szolgálatában (Bélyeg folyóirat, 1916)
- Adatok dohánytermelésünk gazdaságföldrajzához (Föld és Ember, 1928)
- A szegedi Fehér tó. Előadatott a magyar királyi Ferenc József Tudományegyetem Barátai Egyesületének 1928. dec. 12-én tartott ülésén. 2 táblával. (Föld és Ember, 1929 és külön: A szegedi Alföldkutató Bizottság Könyvtára. III. 6. Szeged, 1929)
- Mikovinyi Sámuel térképfelvételi módszere. A Mikovinyi-féle térképek jegyzéke (Térképészeti Közlöny, 1930)
- Tápé község háziipara. (A szegedi Alföldkutató Bizottság Könyvtára. IV. 22. Szeged, 1933)
- 1809-ből származó francia térkép Magyarországról. Erdély kézirati térképe a 18. sz. közepéről (Térképészeti Közlöny, 1935)
- A Monarchia III. katonai felvétele és az új magyar felvétel közötti különbség (Földrajzi Közlemények, 1935)
- Felsőszopori Tóth Ágoston honvédezredes a századbeli térképezés úttörőjének élete és működése (Budapest, 1939)
- Karacs Ferenc térképmetsző (Térképészeti Közlöny, 1938)
- Karacs Ferenc (Földrajzi Közlemények, 1938)
- Munkács és az új határ. Az új magyar–tót határ (Ifjúság és Élet, 1938–1939)
- Az 1789. évi kataszteri felmérés Zala vármegyében (Földrajzi Közlemények, 1939 és külön: Bp., 1939)
- Dobrudzsa. A régiek térképező műszereiről (A Földgömb, 1940)
- A domború hatást keltő térkép (Földrajzi Zsebkönyv, 1940)
- Magyarok Moldvában (Ifjúság és Élet, 1940. szeptember 15.)
- A német nyugati átkaroló hadjárat (Földrajzi Zsebkönyv, 1941)
- A földrengésjelző hálózat megszervezése (Térképészeti Intézeti Tudósítások, 1941)
- Milyen műszereket használtak a régi térképészek? (Magyar Katonai Szemle, 1941)
- A Távol-Kelet problémái. Horvátország. (A Földgömb, 1941)
- Az elemi térképolvasás vezérfonala (Az Országos Magyar Sajtókamara Könyvtára. 5. Budapest, 1941)
- Térképészeti példák a térképolvasáshoz és a térképfelhasználáshoz (összeállította, Budapest, 1941)
- Jelkulcs a térképolvasáshoz (összeállította, Budapest, 1941)
- A térképolvasás és a tereptan elemei (tankönyv, Budapest, 1941)
- Cirenaica, az afrikai olasz hadszíntér (Ifjúság és Élet, 1941. február 1.)
- Négy év a szibériai vasút mentén. 1–30. (Ifjúság és Élet, 1941–1942)
- Algéria. Marokkó (A Földgömb, 1942)
- Kőrösi Csoma Sándor emlékezete (Térképészeti Intézeti Tudósítások, 1942)
- Hazatértek a bukovinai székelyek. A Balkán hadjárat (Földrajzi Zsebkönyv, 1942)
- Reguly Antal emlékezete. A távolkeleti hadszíntér földrajza (Földrajzi Zsebkönyv, 1943)
- Szicília (A Földgömb, 1943)
- Hajózási vázlat a Dunáról. Német térkép Észak-Afrikáról (Térképészeti Intézeti Tudósítások, 1943)
- Tanuljunk térképvázlatot készíteni! – Térképvázlat készítése (Ifjúság és Élet, 1943–1944)
- Salamon-szigetek (A Földgömb, 1944)
- Itália (Földrajzi Zsebkönyv, 1944)
- Történeti visszapillantás a magyar térképészet fejlődése (Magyar Katonai Szemle, 1944)
- A Térképészeti Intézet 25 éve (Térképészeti Intézeti Tudósítások, 1944 és Földrajzi Zsebkönyv, 1945)
- Térképező eljárások. Műmelléklettel és rajzokkal (Földrajzi Zsebkönyv, 1948)
- A táj. A térkép és a terepjáró (Turista Értesítő, 1948)
- Térkép és térképnyomtatás (Budapest, 1948)
- Helymeghatározás a térképen. Pontmeghatározás a térképen. Térképolvasási gyakorlatok (Természetbarát, 1949)
- Hegyidomtan. Egyetemi jegyzet (A Soproni Földmérő Kar jegyzetei. Sopron, 1950 és Tiszti iskolások tankönyve. Budapest, 1951)
- Térképsokszorosítás. Egyetemi jegyzet (A BME Hadmérnöki Kara kiadványa. Budapest, 1954)
- Térképtan. I–II. köt. 1. éves geológus és 2. éves földrajz–földtan szakos hallgatóknak. Egyetemi jegyzet (Az ELTE Élet- és Földtudományi Kara kiadványa. Budapest, 1954)
- Térképtudományi tanulmányok (Budapest, 1958)
- Geodéziai kézikönyv (III. kötet 2. rész, Budapest, 1960)
- The earliest known map of Hungary, 1528 (Imago Mundi, Amszterdam, 1964)
- Térképalkotás (Budapest, 1970)

## Díjai, kitüntetései
- Háborús Érdemrend (1930)
- Osztrák Háborús Emlékérem (1935)
- Károly csapatkereszt
- Bolgár Háborús Emlékérem (1938)
- Erdélyért Emlékérem (1941)
- Nemzetvédelmi Kereszt (1942)
- honvédelmi miniszteri dicséret (1944)
- „Lázár deák” érem (1964)
- Az Oktatás Kiváló Dolgozója (1965)
- Kiváló Szolgálatért